# Cyfluthrin
Cyfluthrin ist ein Gemisch mehrerer isomerer chemischer Verbindungen aus der Gruppe der Pyrethroide und Nitrile. Cyfluthrin ist ein Typ-II-Pyrethroid.

## Gewinnung und Darstellung
Cyfluthrin kann ausgehend von 5-Methyl- oder 5-Carboxy-2-fluorbrombenzol gewonnen werden.

## Eigenschaften
Cyfluthrin ist ein brennbarer in reiner Form farbloser, sonst brauner Feststoff, welcher praktisch unlöslich in Wasser ist. Das technische Produkt ist häufig eine bräunliche ölige Flüssigkeit mit aromatischem Geruch. In Wasser und Luft baut es sich über 4-Fluor-3-phenoxybenzaldehyd zu 4-Fluor-3-phenoxybenzoesäure ab.

## Stereoisomerie
Das technische Cyfluthrin besteht aus einer Mischung von vier diastereomere Paaren von Enantiomeren (also acht Isomeren), welche aus zwei cis- und zwei trans-Isomerenpaaren bestehen.  Cyfluthrin wird mit einer typischen Reinheit von 92 % hergestellt (Summe aller Isomere), wobei zusätzlich sechs Verunreinigungen identifiziert werden können.
Beta-Cyfluthrin besteht im Gegensatz zu Cyfluthrin aus lediglich zwei Enantiomerenpaaren.
| Enantiomerenpaar                     | CAS-Nummer | Cyfluthrin [%] | Beta-Cyfluthrin [%] |
| ------------------------------------ | ---------- | -------------- | ------------------- |
| (1R,3R,αR) + (1S,3S,αS) = 1:1; cis   | 86560-92-1 | 23–27          | < 2                 |
| (1R,3R,αS) + (1S,3S,αR) = 1:1; cis   | 86560-93-2 | 17–21          | 30–40               |
| (1R,3S,αR) + (1S,3R,αS) = 1:1; trans | 86560-94-3 | 32–36          | < 3                 |
| (1R,3S,αS) + (1S,3R,αR) = 1:1; trans | 86560-95-4 | 21–25          | 53–67               |

## Verwendung
Cyfluthrin wird als Wirkstoff aus der Gruppe der Pyrethroide in Pflanzenschutzmitteln und Holzschutzmitteln verwendet.

## Zulassung
Es wurde 1981 in den USA erstmals zugelassen.
Cyfluthrin ist in den EU-Staaten einschließlich Deutschland und Österreich nicht zugelassen. Auch in der Schweiz sind keine Pflanzenschutzmittel mit diesem Wirkstoff erhältlich. Dennoch darf Cyfluthrin in der EU für den Export hergestellt werden.
Beta-Cyfluthrin war als Wirkstoff in vielen Staaten der EU, unter anderem in Österreich und in Deutschland zugelassen. Die Zulassung erlosch mit dem 31. Oktober 2020 aufgrund verschiedener Bedenken der Europäischen Zulassungsbehörde, z. B. die Verwendung in Gewächshäusern (Tomatenzucht) oder die Aussaat mit beta-Cyfluthrin behandelter Rübensamen. In der Schweiz sind keine Pflanzenschutzmittel, die beta-Cyfluthrin enthalten, im Handel.
Das Europäische Arzneibuch legt als Grenzwert für Cyfluthrin-Rückstände in pflanzlichen Drogen 0,1 mg·kg−1 fest.

## Handelsnamen
Baythroid, Baythroid H, Attatox, Contur, Laser, Responsar, Solfac, Tempo und Tempo H.
Es wird auch als Kombinationsprodukt mit Methamidophos (Baythroid TM) oder Pyriproxyfen (Bolfo, als Umgebungsspray gegen Flöhe) angeboten.